# Catenacciu de Sartène
Le Catenacciu de Sartène (ou Catinacciu di Sartè) est une procession nocturne qui se déroule dans la ville de Sartène en Corse, le soir du Vendredi saint, et qui symbolise la montée du Christ au Golgotha. Le Catenacciu de Sartène est le plus célèbre de Corse. Le nom Catenacciu, qui signifie « l'enchaîné », vient de la chaîne attachée à sa cheville que traîne le pénitent rouge. En fait, la « chaîne » se réfère d'abord à la cérémonie, à la procession et, deuxièmement, au pénitent, celui qui tire la chaîne.

## Histoire

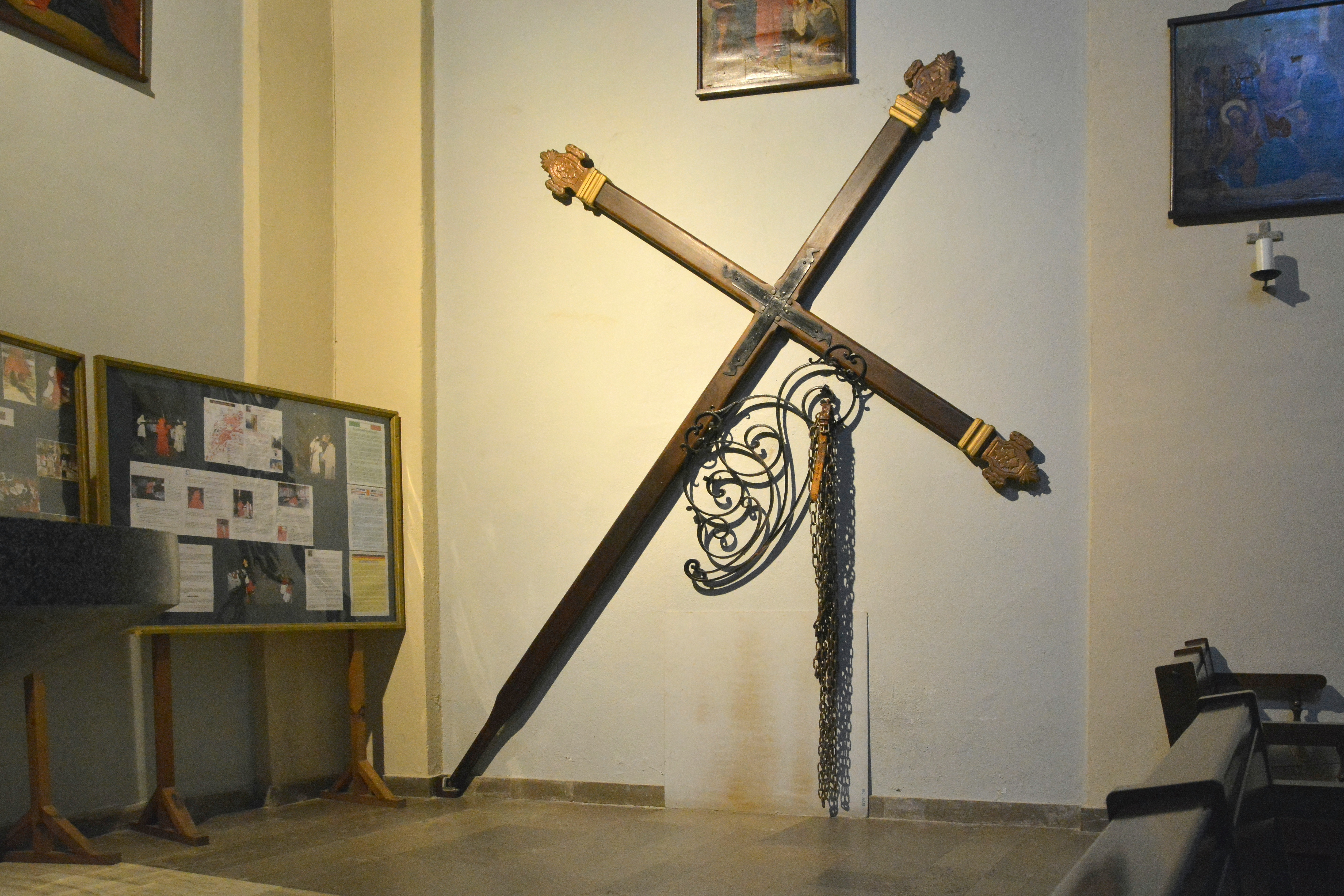
La Croix de chêne et les chaînes du Catenacciu sont conservées à l'église Sainte-Marie qui jouxte le couvent franciscain de Saint Damien à Sartène.

Le Catenacciu est la plus ancienne procession de Corse et remonte au XIIIe siècle ; la procession trouve ses origines dans les confréries de flagellants, i Battuti, dont le Catenacciu de Sartène est peut-être la dernière illustration. La cérémonie a été restaurée à l'époque par les Franciscains toscans. La tradition s'est poursuivie au cours des XIVe et XVe siècles sous l'influence des rois d'Aragon. Elle s'est développée du XVIe siècle à nos jours à travers les Confréries. Dans les années 1960, cette tradition est bien vivante et attire des fidèles de toute la Corse, alors que d'autres villages corses peinent à maintenir leurs traditions dès cette période. En 1969, Monseigneur André Collini, alors évêque de la Corse, essaie de changer cette tradition, en vain. Aujourd'hui, la procession « trop célèbre » attire encore un grand concours de fidèles dans le respect de la tradition séculaire.

## Cérémonie
La cérémonie du Catenacciu a lieu la nuit, pendant le Vendredi Saint. La procession solennelle commence à 21h30 sur la Place de a Porta. La porte de l'église de Sainte Marie s'ouvre, et le cortège quitte progressivement l'église. Pendant la procession, de nombreux chants de lamentu sont chantés, en particulier le célèbre Lamentu di Ghjesu, et tous les fidèles reprennent en chœur le Perdono, mio Dio en toscan :
| Paroles d'origine                                                                          | Traduction française |
| ------------------------------------------------------------------------------------------ | --- |
| Perdono, mio Dio Toscan Perdono, mi Dio Mio Dio, perdono, Perdono, mio Dio Perdono, pietà. | Pardonne-moi, mon Dieu Français Pardonne-moi, mon Dieu, mon Dieu, pardonne-moi, Pardonne-moi, mon Dieu, fais pardon et prends pitié. |

### Le grand pénitent oucatenacciu

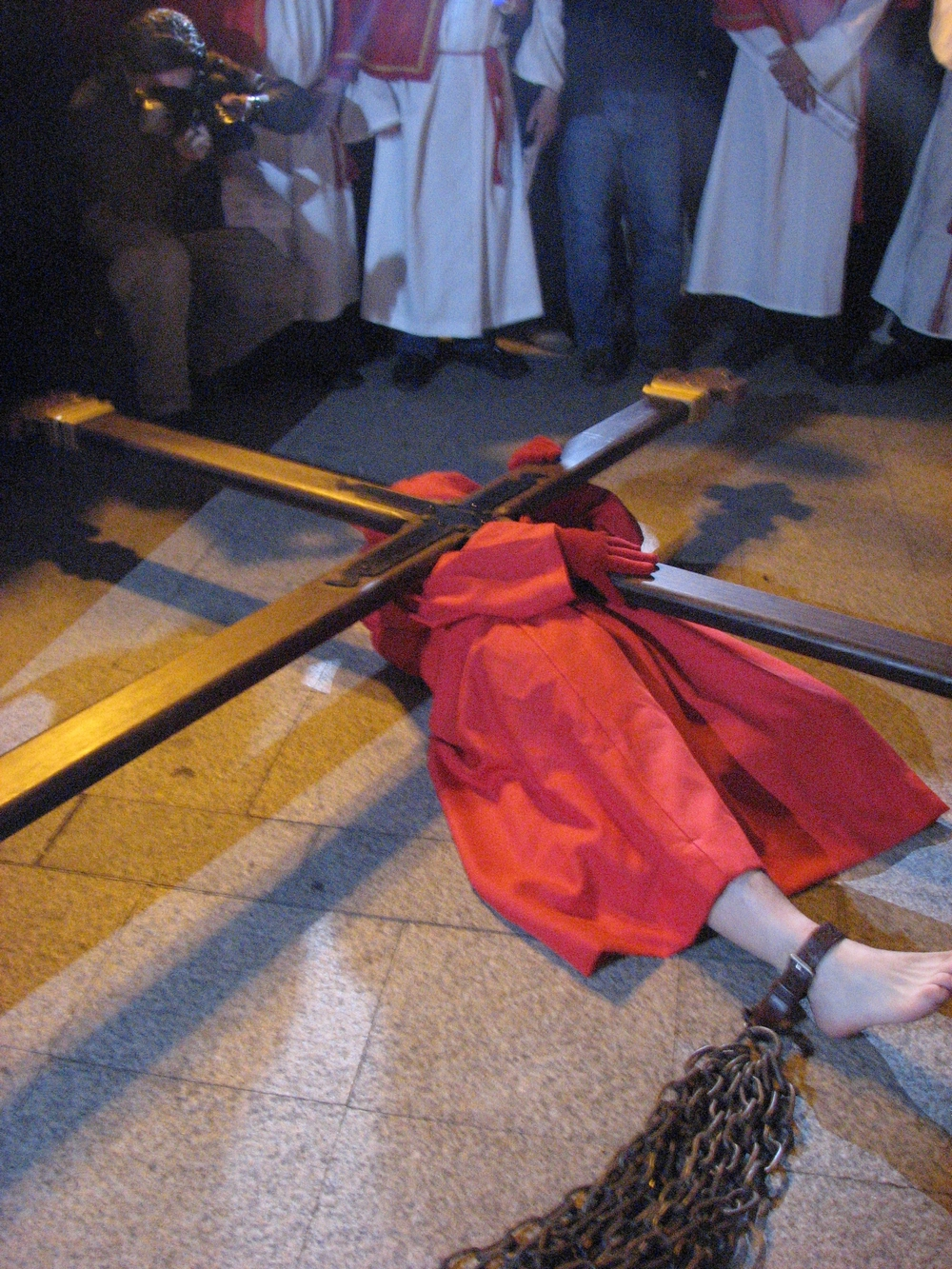
Le grand pénitent, vêtu de rouge, tombe trois fois comme le Christ sur le Chemin de Croix.

Le « grand pénitent » ou « catenacciu », celui qui a été choisi pour porter les chaînes rappelant celles du Christ, est coiffé d'une cagoule hermétique, habillé de rouge des pieds à la tête. Il est accompagné d'un pénitent blanc et de huit pénitents noirs. À côté d'eux, il y a aussi des membres du clergé et des membres de la confrérie du Très Saint-Sacrement (Compagnia del Santissimo Sacramento). Seul le prêtre de Sartène connaît l'identité du pénitent rouge et il est tenu par le secret de la confession. Souvent, le pénitent est quelqu'un qui a gravement péché et qui se repent. Mais le candidat retenu peut aussi vouloir simplement affermir sa foi. Le pénitent est volontaire et il fait une demande écrite quelques semaines plus tôt. En portant ces chaînes, il cherche à suivre un itinéraire spirituel en imitant la passion du Christ et son chemin de Croix. On ne peut être le pénitent rouge qu'une seule fois dans sa vie. Avant la cérémonie, le pénitent a passé la journée et la nuit au couvent franciscain de San'Damianu, après une retraite de cinq jours de prières. Lorsque la procession est terminée, la croix et la chaîne sont conservées dans l'église de Sainte Marie.
Le pénitent est vêtu de rouge et porte une croix de chêne qui pèse 33 kilos (âge du Christ à sa mort). Le pénitent marche déchaussé, c'est-à-dire pieds nus dans les rues de Sartène. Attachée à son pied droit, la chaîne qu’il traîne pendant la procession pèse 14 kilos(14 pour les 14 stations du chemin de croix), elle ralentit sa marche et produit un son sinistre qui marque aussi sa progression dans les rues de la ville. La chaîne est liée à la cheville du pénitent rouge avec une attache en cuir. Avant 1955, la chaîne était attachée au pied par une élingue. Au cours des 1800 mètres qu'il parcourt, le pénitent doit se laisser tomber trois fois, tout comme le Christ sur le chemin vers le Golgotha. Pour la première fois, il tombe sur la route de Sant'Anna, près de l'ancienne chapelle. Il tombe une deuxième fois sur la Place de a Porta. Enfin, il tombe une troisième fois près de l'ancienne chapelle Sainte-Lucie.

### Le pénitent blanc

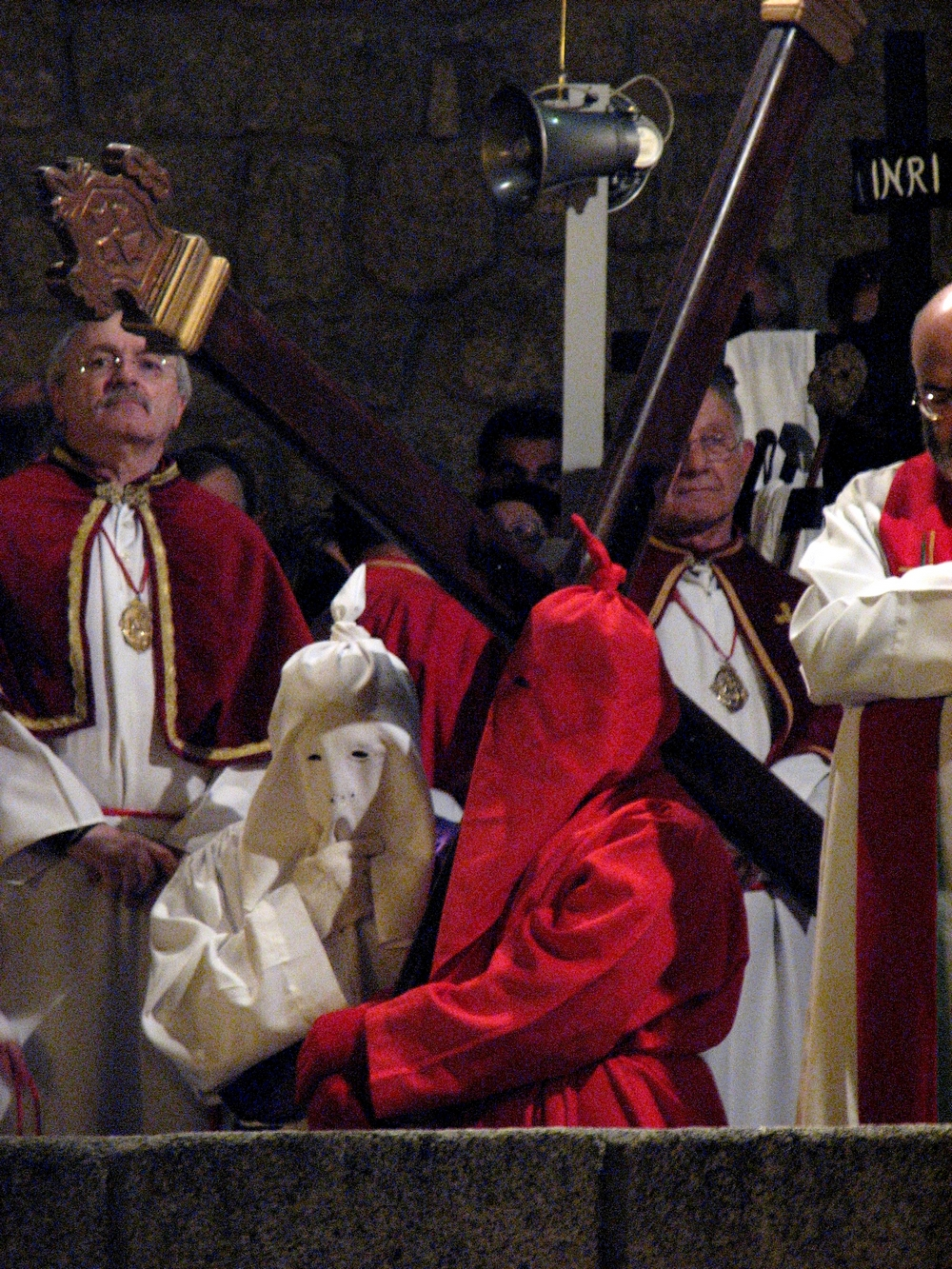
Le pénitent blanc aidant le grand pénitent à porter sa Croix, comme Simon de Cyrène.

À côté de celui qui porte les chaînes, il y a aussi un pénitent habillé de blanc. Il représente Simon de Cyrène, qui a été forcé par les soldats romains à aider le Christ à porter sa croix. La présence du pénitent blanc est également un symbole de fraternité et de solidarité humaine ; il exprime le lien entre pénitence, Passion du Christ et réconciliation entre les factions et les habitants de la ville. En effet, lors de la procession du Catenacciu, le pénitent blanc aide de temps en temps le pénitent rouge à porter sa croix.

### Les pénitents noirs
Il y a huit autres pénitents noirs dans le cortège. Ils représentent les membres du Sanhédrin qui ont jugé le Christ. Parmi eux, quatre soutiennent la statue du Christ, posée sur un drap blanc, tandis que les quatre autres portaient traditionnellement les quatre coins d'un dais noir.

## Influence culturelle
Le Catinacciu de Sartène a été mentionné souvent dans la littérature et la culture corse. On le retrouve par exemple dans la chanson Sartè du groupe de polyphonie corse Diana di l'Alba.  Le Chœur de Sartène lui a consacré une oeuvre intégrale, le disque "U Catinacciu di Sartè", véritable Passion en langue corse, intégrant à ces créations les spécificités cultuelles, culturelles et linguistiques de la ville. Chaque année, le mardi de la semaine sainte, le Chœur de Sartène se joint à la confrérie de Sartène pour l'interpréter.
Le journaliste romancier Pierre Scize en fait aussi une description « détaillée et apocalyptique » dans son roman La Belle de Cargèse publié en 1946.